# Cephalops villosiscutum
Cephalops villosiscutum är en tvåvingeart som först beskrevs av Hardy 1962.  Cephalops villosiscutum ingår i släktet Cephalops och familjen ögonflugor.
Artens utbredningsområde är Madagaskar. Inga underarter finns listade i Catalogue of Life.